# David Craig, Baron Craig of Radley

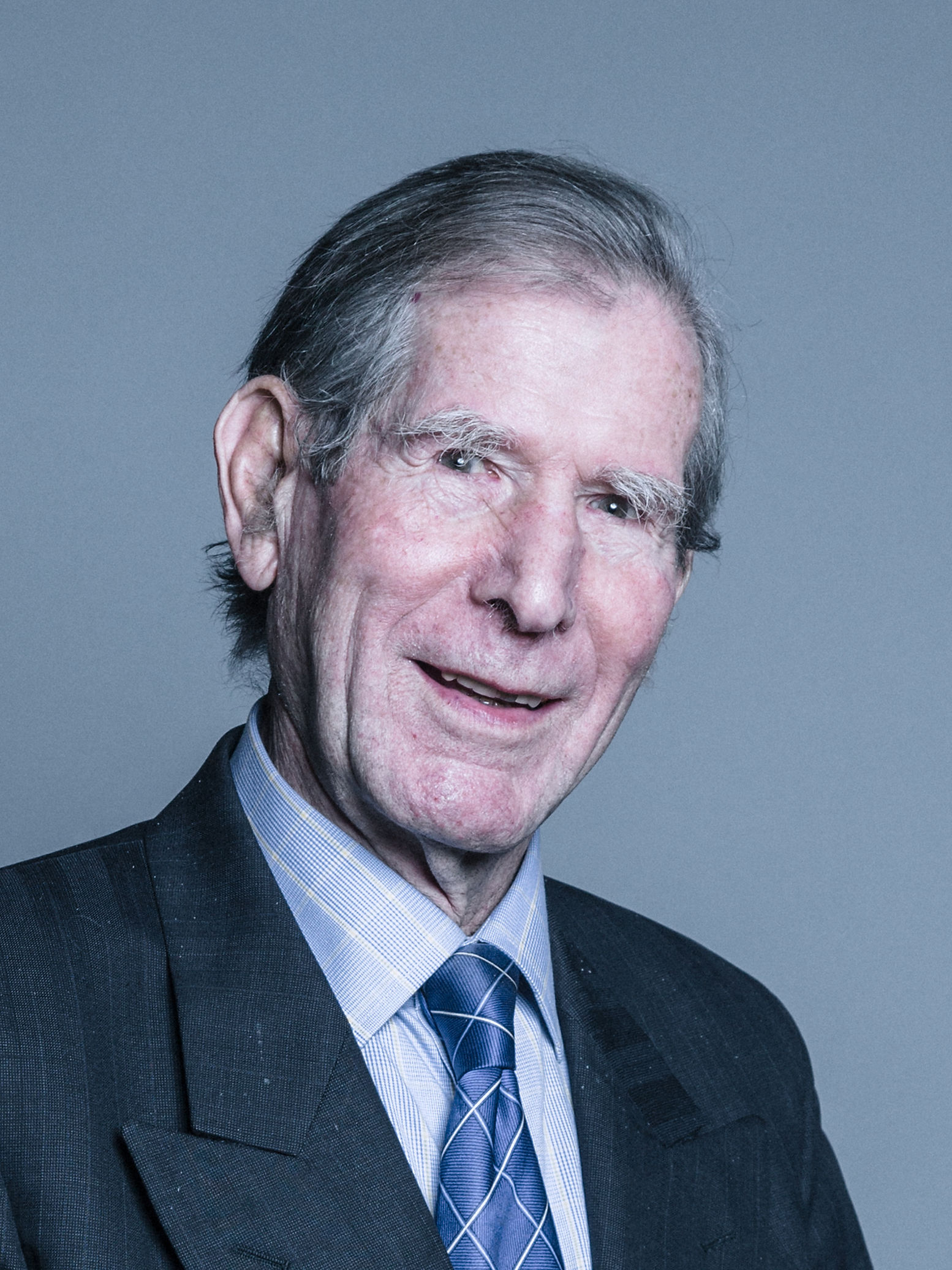
David Craig, Baron Craig of Radley (2018)

David Brownrigg Craig, Baron Craig of Radley GCB, OBE (* 17. September 1929 in Dublin) ist ein britischer Marshal of the Royal Air Force im Ruhestand und Mitglied im House of Lords.

## Leben
David Brownrigg Craig wuchs in Irland auf und kam erst im Jahr 1943 nach Großbritannien, wo er die Public School Radley College in Abingdon besuchte. Anschließend studiert er am Lincoln College der Universität Oxford.
1951 begann er eine Offizierslaufbahn bei der Royal Air Force. Er hatte von 1967 bis 1971 das Amt des Aide-de-camp für Königin Elisabeth II. inne. Von 1968 bis 1970 war er leitender Offizier des Royal Air Force College Cranwell. Von 1970 bis 1971 war er Director of Plans and Operations im britischen Hauptquartier für den fernen Osten und war von 1972 bis 1973 Befehlshaber der Royal-Air-Force-Basis Akrotiri auf Zypern. Von 1980 bis 1982 war er Vice-Chief of the Air Staff und 1985 bis 1988 Chief of the Air Staff. 1988 wurde er in den Rang eines Marshal of the Royal Air Force befördert und war von 1988 bis 1991 Stabschef der britischen Streitkräfte (Chief of the Defence Staff). In diese Zeit fiel auch der Zweite Golfkrieg.
1991 schied er aus der Royal Air Force aus und wurde am 30. Juli 1991 als Baron Craig of Radley, of Hellhoughton in the County of Norfolk, zum Life Peer erhoben. Er ist dadurch Mitglied des House of Lords, gehört dort der Fraktion der Crossbencher und war von Dezember 1999 bis Juli 2004 deren Convenor.
Seit 1955 ist er mit Elisabeth June Derenburg verheiratet und hat mit ihr einen Sohn und eine Tochter.

## Orden und Auszeichnungen
Er wurde 1967 als Officer des Order of the British Empire ausgezeichnet. 1978 wurde er als Companion des Order of the Bath ausgezeichnet, 1980 als Knight Commander des Order of the Bath geadelt und 1984 zum Knight Grand Cross des Order of the Bath erhoben.
1984 wurde er Honorary Fellow des Lincoln College in Oxford, 1986 Fellow der Royal Aeronautical Society und 1988 erhielt er die Ehrendoktorwürde (Doctor of Science) der Cranfield University.